# آریل بنک
آریل بنک (انگلیسی: Aareal Bank) شرکت خدمات مالی و بانکداری آلمانی است، که در سال ۱۹۲۲ تأسیس شد.